# Mychajlo Fomenko
Mychajlo Fomenko (ukrajinsky Михайло Іванович Фоменко, 19. září 1948, Mala Ribicia – 29. dubna 2024, Sumy) byl ukrajinský fotbalista, obránce, který reprezentoval někdejší Sovětský svaz. Po skončení aktivní kariéry působil jako trenér.

## Fotbalová kariéra
Začínal v FK Spartak Sumy. V nejvyšší soutěži Sovětského svazu hrál za FK Zarja Vorošilovgrad a Dynamo Kyjev, nastoupil ve 232 ligových utkáních a dal 4 góly. S Dynamem Kyjev získal třikrát mistrovský titul a dvakrát sovětský fotbalový pohár. S Dynamem Kyjev vyhrál v sezóně 1974/1975 Pohár vítězů pohárů. V Poháru mistrů evropských zemí nastoupil ve 21 utkáních, v Poháru vítězů pohárů nastoupil v 9 utkáních a v Poháru UEFA nastoupil v 7 utkáních. V Superpoháru UEFA nastoupil ve 2 utkáních a v roce 1975 pohár s Dynamem Kyjev vyhrál. Za reprezentaci Sovětského svazu nastoupil v letech 1972–1976 ve 24 utkáních. S reprezentací Sovětského svazu získal bronzovou medaili za 3. místo na LOH 1976 v Montrealu, nastoupil v 5 utkáních.

## Ligová bilance
| Ročník                                 | Zápasy | Góly | Klub                   |
| -------------------------------------- | ------ | ---- | ---------------------- |
| Sovětská fotbalová Vysšaja liga 1970   | 30     | 0    | FK Zarja Vorošilovgrad |
| Sovětská fotbalová Vysšaja liga 1971   | 29     | 1    | FK Zarja Vorošilovgrad |
| Sovětská fotbalová Vysšaja liga 1972   | 28     | 0    | Dynamo Kyjev           |
| Sovětská fotbalová Vysšaja liga 1973   | 25     | 0    | Dynamo Kyjev           |
| Sovětská fotbalová Vysšaja liga 1974   | 30     | 0    | Dynamo Kyjev           |
| Sovětská fotbalová Vysšaja liga 1975   | 25     | 0    | Dynamo Kyjev           |
| Sovětská fotbalová Vysšaja liga 1976   | 11     | 0    | Dynamo Kyjev           |
| Sovětská fotbalová Vysšaja liga 1977   | 28     | 0    | Dynamo Kyjev           |
| Sovětská fotbalová Vysšaja liga 1978   | 26     | 0    | Dynamo Kyjev           |
| CELKEM Sovětská fotbalová Vysšaja liga | 232    | 4    |                        |